# Петігренова лимонна олія
Петігренова лимонна олія — ефірна олія, наявна в гілках та нестиглих плодах лимонного дерева Citrus limon L., яке вирощують в Італії, Франції та інших країнах.

## Властивості
Петігренова лимонна олія — безбарвна чи світло-жовта рідина із запахом лимона. Розчиняється в етанолі (1:2 — у 95%-му); нерозчинна у воді.
| {\displaystyle ~{\mbox{d}}_{20}^{20}} | {\displaystyle ~[{\mbox{n}}]_{\mbox{D}}^{20}} | {\displaystyle ~[\alpha ]_{\mbox{D}}^{20}} | Кислотне число | Естерне число |
| ------------------------------------- | --------------------------------------------- | ------------------------------------------ | -------------- | ------------- |
| 0,865 ÷ 0,890                         | 1,472 ÷ 1,476                                 | +14 ÷ +53                                  | не вище 3      | до 20,5       |

## Хімічний склад
До складу олії входять: (+)-лимонен, α- і β-пінени, камфен та інші вуглеводні (приблизно 55%), цинеол, (-)-ліналоол, гераніол, нерол, α-терпінеол, фурфурол, метилантранілат, ацетати терпенових спиртів, оцтова та геранієва кислоти й інші компоненти.

## Отримання
Отримують із листя, гілок та нестиглих плодів лимона шляхом відгонки з парою, вихід олії 0,18—0,20 %.
Основні виробники — Італія та Франція.

## Використання
Використовують як компонент віддушок для косметичних виробів.